# شهرستان چانگنیئونگ
شهرستان چانگنیئونگ (به لاتین: Changnyeong County) یک منطقهٔ مسکونی در کره جنوبی است که در جئونسانگنام-دو واقع شده‌است. شهرستان چانگنیئونگ ۵۳۳٫۰۹ کیلومتر مربع مساحت و ۶۱٬۷۵۲ نفر جمعیت دارد.